# Ethyl-karbamát
Ethyl-karbamát (starší název ethylkarbamát, též urethan či uretan) je organická sloučenina se vzorcem C3H7NO2. Poprvé byl připraven v 19. století. Jedná se o ethylester kyseliny karbamové, tedy ester s ethanolem. Navzdory názvu se nejedná o komponentu (monomer) polyurethanů.

## Syntéza
Ethylkarbamát je bílá krystalická látka připravovaná působením amoniaku na ethyl-chlorformiát nebo zahříváním nitrátu močoviny a ethanolu: